# Печорський район (Комі)
Печо́рський район (рос. Печорский район, комі Печора районы) — адміністративна одиниця Республіки Комі Російської Федерації.
Адміністративний центр — місто Печора.

## Населення
Населення району становить 49744 особи (2019; 57364 у 2010, 66291 у 2002, 86888 у 1989).
Національний склад (станом на 2010 рік):
- росіяни — 40439 осіб (70,50 %)
- комі — 7155 осіб (12,47 %)
- українці — 3080 осіб (5,37 %)
- білоруси — 762 особи (1,33 %)
- татари — 485 осіб (0,85 %)
- чуваші — 404 особи (0,70 %)
- німці — 262 особи (0,46 %)
- азербайджанці — 150 осіб (0,26 %)
- інші — 4627 осіб

## Адміністративно-територіальний поділ
На території району 3 міських поселення та 4 сільських поселення:
| Поселення                       | Площа, км² | Населення, осіб (1989) | Населення, осіб (2002) | Населення, осіб (2010) | Населення, осіб (2019) | Центр        | Населені пункти |
| ------------------------------- | ---------- | ---------------------- | ---------------------- | ---------------------- | ---------------------- | ------------ | --------------- |
| Кожвинське міське поселення     | 1641,97    | 10251                  | 6508                   | 5345                   | 4269                   | Кожва        | 8               |
| Печорське міське поселення      | 4720,23    | 65666                  | 48700                  | 43105                  | 38784                  | Печора       | 1               |
| Путеєцьке міське поселення      | 4410,03    | 3192                   | 3219                   | 2974                   | 2361                   | Путеєць      | 6               |
| Каджеромське сільське поселення | 6888,47    | 3044                   | 3853                   | 2916                   | 2162                   | Каджером     | 6               |
| Озерне сільське поселення       | 2114,06    | 2598                   | 1907                   | 1610                   | 1345                   | Озерний      | 6               |
| Приуральське сільське поселення | 3253,50    | 906                    | 750                    | 530                    | 416                    | Приуральське | 3               |
| Чикшинське сільське поселення   | 6051,14    | 1231                   | 1354                   | 884                    | 380                    | Чикшино      | 2               |

2010 року Березовське сільське поселення було приєднано до складу Чикшинського сільського поселення, 2011 року Соколовське сільське поселення та Із'яюське міське поселення — до складу Кожвинського міського поселення, Зеленоборське сільське поселення — до складу Каджеромського сільського поселення, Синяське сільське поселення та Косьюське сільське поселення — до складу Путеєцького міського поселення, Красноязьке сільське поселення та Кедровошорське сільське поселення — до складу Озерного сільського поселення.

## Найбільші населені пункти
| №  | Населений пункт | Населення, осіб (1989) | Населення, осіб (2002) | Населення, осіб (2010) |
| -- | --------------- | ---------------------- | ---------------------- | ---------------------- |
| 1  | Печора          | 65 666                 | 48 700                 | 43 105                 |
| 2  | Кожва           | 5 754                  | 3 549                  | 3 047                  |
| 3  | Каджером        | -                      | 2 129                  | 1 831                  |
| 4  | Із'яю           | 2 636                  | 1 716                  | 1 323                  |
| 5  | Путеєць         | 1 558                  | 1 286                  | 1 116                  |
| 6  | Міша-Яг         | 290                    | 404                    | 734                    |
| 7  | Озерний         | 996                    | 739                    | 682                    |
| 8  | Чикшино         | 1 231                  | 824                    | 532                    |
| 9  | Луговий         | 946                    | 591                    | 488                    |
| 10 | Зеленоборськ    | 1 076                  | 671                    | 433                    |